# Tropaeum Traiani
El Tropaeum Traiani es un monumento conmemorativo erigido por Trajano en el año 109 en la Dobruja, Rumania, para conmemorar su victoria sobre los dacios en la Batalla de Adamclisi.
El monumento de Trajano estaba inspirado en el mausoleo de Augusto y fue dedicado al dios Mars Ultor (Marte el Vengador) en el año 107/108. En el siglo XX, el monumento se reducía a un montículo de piedra y mortero, con una gran cantidad de bajorrelieves originales dispersos alrededor. El edificio actual es una reconstrucción que data de 1977. El museo cercano contiene muchos objetos arqueológicos, incluidas partes del monumento romano original. De las 54 metopas originales, 48 están en el museo y una en Estambul.

## Características

### Descripción

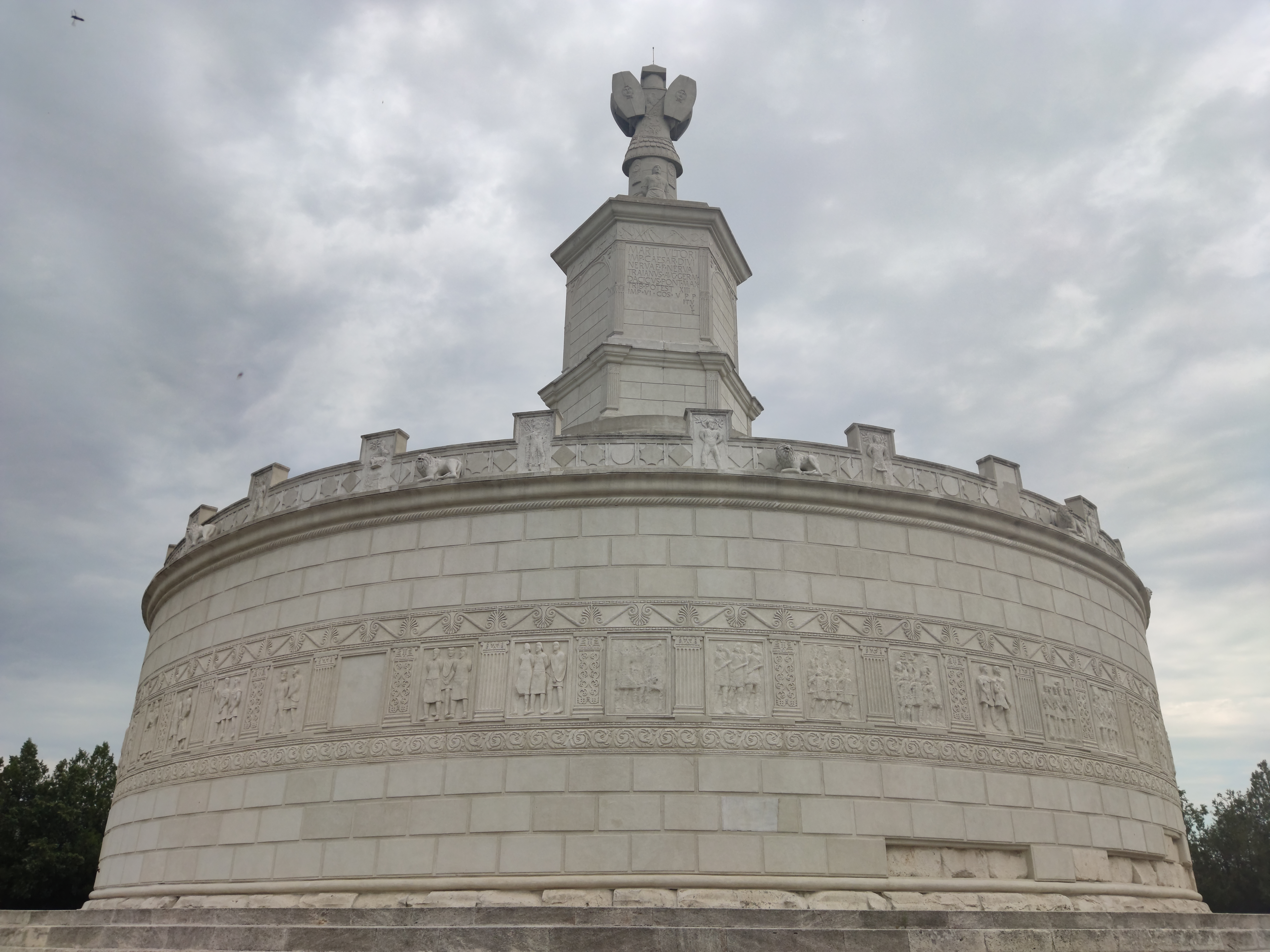
Tropaeum Traiani.

Bien visible, su mole se recortaba junto a un importante nudo viario, con un efecto imponente proporcionado por las ruinas desnudas y que en la actualidad lo reviste una discutible reconstrucción, que reproduce las partes que faltan, el paramento y las decoraciones arquitectónicas, expuestas en el Museo de Adamclisi, a unos 50 km al oeste de Constanza. 
El monumento figura entre los más importantes y discutidos de todo el mundo romano. Como estructura recuerda al anterior Trofeo de los Alpes, mandado erigir por Augusto en La Turbie, Provenza, pero es más armonioso y compacto.
Un tambor sobre una base circular escalonada está superado por un techo cónico de tejas de piedra. En la punta del techo, un alto pedestal con la inscripción sostenía el trofeo de armas entre estatuas de prisioneros. Otros prisioneros estaban representados en relieve sobre las almenas de un parapeto en el que concluía el tambor. Debajo, un triple friso: metopas con escenas de guerra entre dos franjas de motivos vegetales.

### Dimensiones
Medía 39 m de altura y tenía forma circular, con 38 m de diámetro. Constituido por un núcleo cilíndrico de 12,60 m de altura y 31 m de diámetro, construido en mampostería bruta y cubierta la base de una plataforma circular con 7 gradas de piedra. El núcleo estaba recubierto con bloques de piedra seguidos de una hilera de 54 metopas, de las que se conservan actualmente 49, esculpidas en bajorrelieve con escenas de las guerras contra los dacios.
Encima del núcleo se eleva un tejado troncocónico recubierto de escenas de piedras y un zócalo hexagonal de 6 m de alto que soporta «el trofeo» propiamente dicho: un trono con armadura clásica y con las armas de combate.

### Construcciones anexas y relacionadas
Al lado del monumento conmemorativo se encuentra el Mausoleo construido en memoria de un oficial superior romano.
Al este, un pequeño altar, construido por orden de Trajano en memoria de los soldados muertos en batalla. El altar tiene forma rectangular.
Al noroeste de la población de Adamclisi, se encuentra un conjunto de restos romanos: la ciudad "trofeo" de Trajano. Considerada como la más grande población civil romana del territorio de Dobruja y construida al mismo tiempo que el Trofeo, la ciudad estuvo habitada por las familias de los veteranos que participaron en las guerras dacias y que se asentaron aquí. Destruida por los godos, fue finalmente completamente abandonada en el año 587 debido a los ataques de los ávaros.

## Descubrimiento

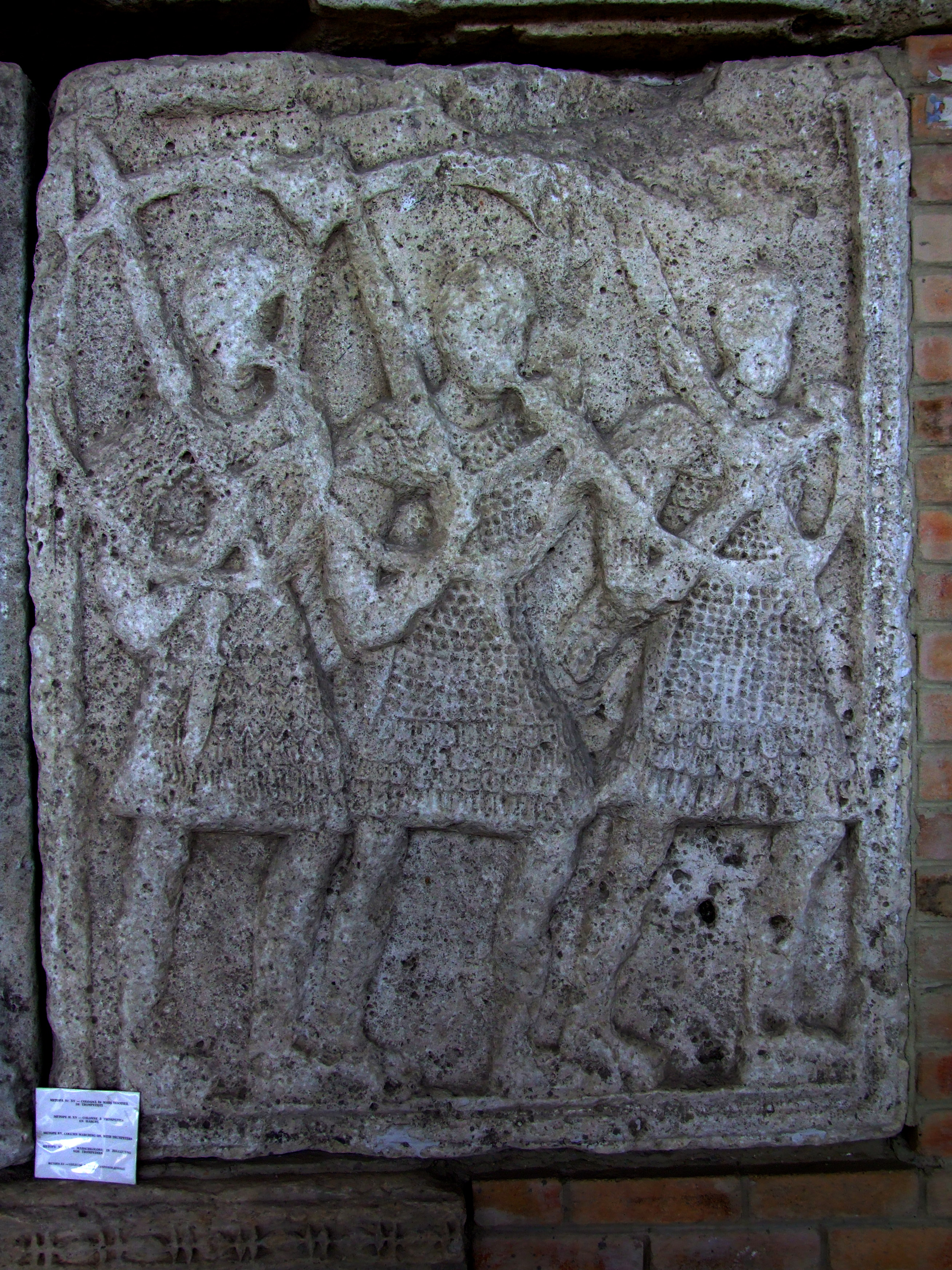
Metopa del Tropaeum Traiani en la que se representan tres bucinatores del ejército romano.

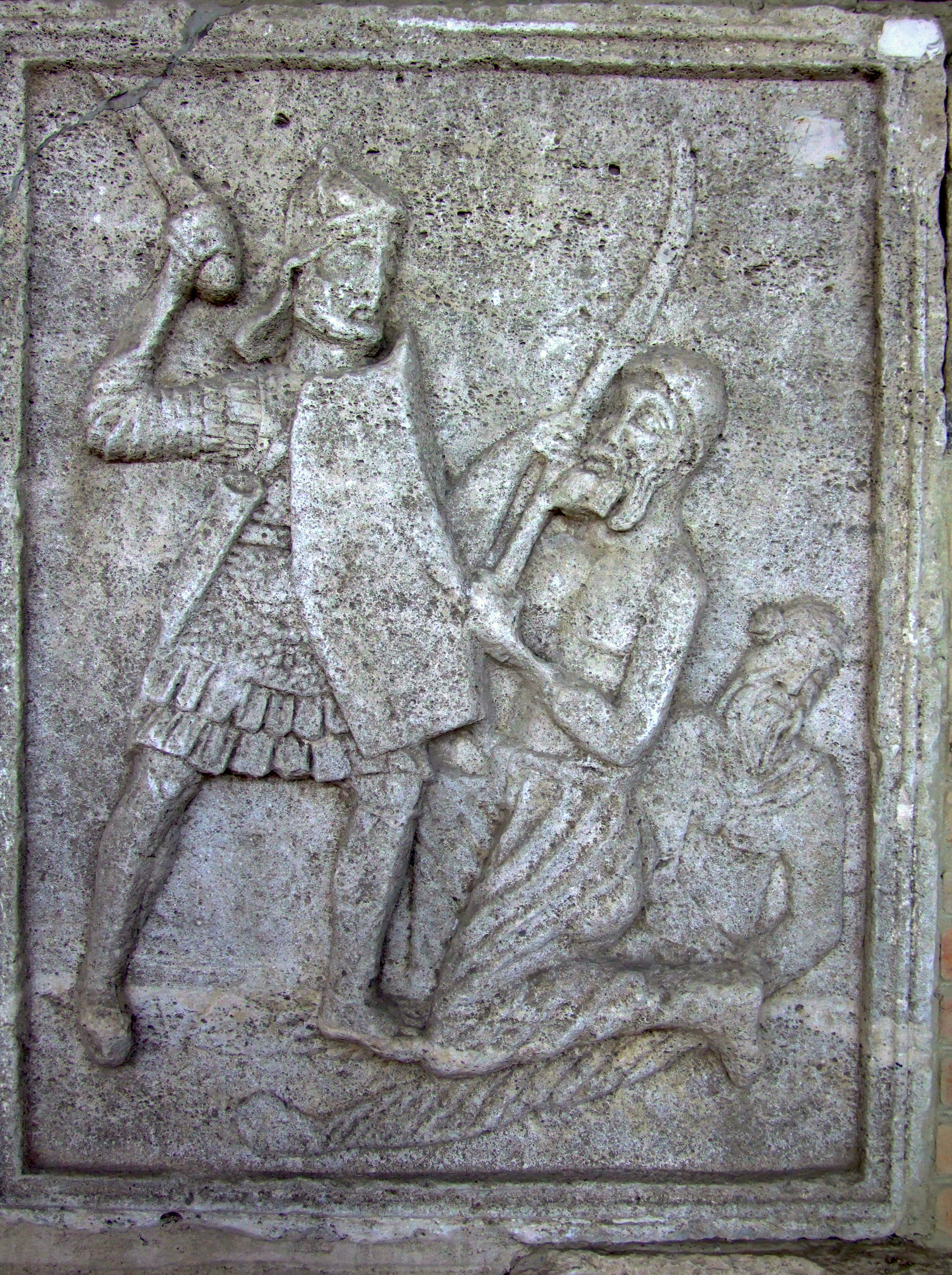
Legionario romano en posición de combate a punto de atravesar a un guerrero dacio con su típica espada curva, con otro dacio muerto en el suelo a su lado.

El monumento se hallaba fuera de los recorridos normales de los viajeros europeos, por lo que no se conoció hasta principios del siglo XIX. 
El revestimiento, derrumbado, se había acumulado en torno al núcleo de cemento y muchos trozos habían sido reutilizados en las aldeas de los alrededores. 
A finales del siglo XIX el arqueólogo de Bucarest Grigore Tocilescu (1850-1909), en colaboración con dos estudiosos austríacos, presentó la primera publicación en la que intentaba reconstruir el orden de las metopas y databa el monumento, según la inscripción, en la época de Trajano. A partir de ese estudio se originó un vivo debate sobre una serie de problemas de orden cronológico, estilístico e histórico.

## Hipótesis y tesis del estudio del Trofeo
La hipótesis sobre la ubicación del trofeo en una localidad tan alejada del teatro de las operaciones militares de Trajano en Transilvania es que conmemoraba una victoria obtenida en la Mesia Inferior, donde los dacios habrían intentado una maniobra de distracción, episodio también reconocido en la Columna de Trajano. Pero las afinidades entre el monumento de Roma y el Tropaeum Traiani son pocas respecto al contenido y casi nulas en el plano estilístico. Allí, un relato de amplio alcance, lleno de vida y movimiento, aquí una serie de breves episodios, cada uno aparentemente cerrado en el espacio de la metopa y limitado a los protagonistas, sin acompañamiento ni fondo.
En los relieves del trofeo prevalecen grupos de pocos combatientes o figuras aisladas. Y a la impresión de inmovilidad contribuyen a menudo, como en el arte bizantino, la frontalidad forzada y las actitudes repetitivas.
Casi ignorado es además el naturalismo de la tradición clásica. La figura no está concebida como un conjunto orgánico y, por tanto, puede asumir las poses más antinaturales y retorcidas, siempre adaptándose a las líneas de la cornisa o del esquema compositivo, estático, cerrado como un motivo heráldico y desarrollado sobre un único plano, sin intentos de obtener efectos de perspectiva.
Pareció imposible que este lenguaje fuera contemporáneo con el estilo tan distinto de la columna. Se pensó que el trofeo era de época augustea y el nombre de Trajano de la inscripción se refiriría a una restauración, cuando las provincias fronterizas aún no habían sido alcanzadas por el gusto refinado y helenizante de otros lugares. Luego, se notaron las analogías entre el arte tardoantiguo con el estilo del trofeo. 
Con su estudio se ha ampliado el conocimiento sobre el arte romano provincial periférico y se ha verificado que en todas las fases cronológicas, estas manifestaciones pueden asumir características muy distintas de las del arte oficial.
Sin embargo, los relieves de Adamclisi con su indiferencia por la organicidad de las formas, aunque común a muchas esculturas provinciales romanas, adquieren aquí una expresividad inhabitual, que resalta en las trágicas figuras de los dacios muertos o moribundos, de cuerpos retorcidos, en los gestos, en la originalidad de los reagrupamientos, no para recrear el movimiento y la acción, sino que están en función de efectos abstractos decorativos. Es una obra que anuncia el arte de la Edad Media.